# Letellier (directeur de théâtre)
Pour les articles homonymes, voir Letellier.
Théodore-Constantin-Alexandre Bauduin, dit Letellier, né le 21 novembre 1801 à Saint-Amand-les-Eaux et mort le 17 août 1877 à Saint-Josse-ten-Noode, est un chanteur d'opéra-comique (ténor) et directeur de théâtre français.
Il commence sa carrière de chanteur à Bruxelles en 1824, puis chante à Liège (1824-1825) et Anvers (1825-1827).
À partir des années 1840, il abandonne la scène au profit de la direction : il dirige notamment les théâtres d'Anvers (1845-1847), de Liège (1850-1852) et de Marseille (1859-1860). Mais sa plus longue direction sera celle du théâtre de la Monnaie à Bruxelles, où il reste de 1852 à 1858, puis une seconde fois de 1861 à 1869.